# 国鉄7900形蒸気機関車

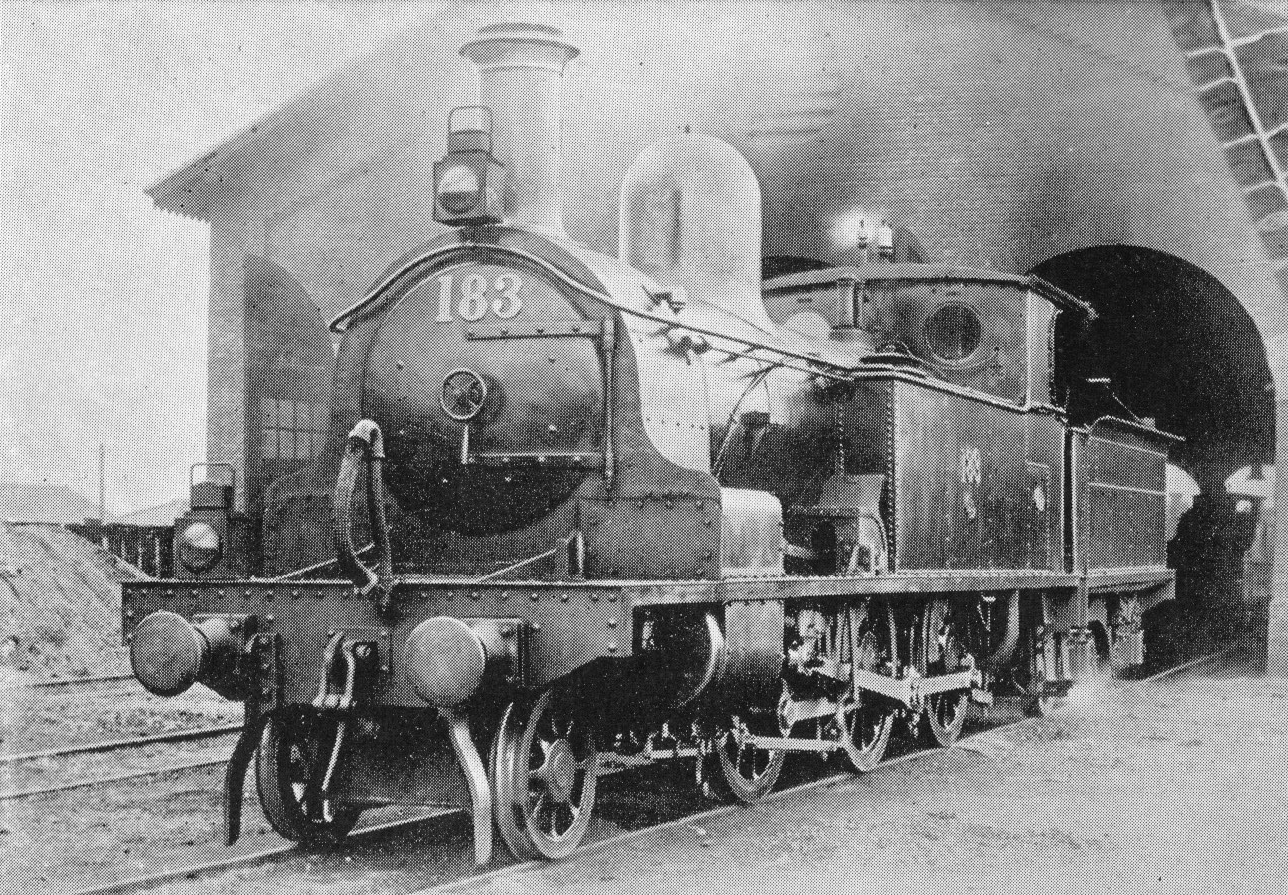
鉄道作業局183（後の鉄道院7900形）

7900形は、かつて日本国有鉄道の前身である鉄道作業局・鉄道院・鉄道省に在籍したテンダ式蒸気機関車である。

## 概要
官設鉄道の神戸工場が、当時の汽車監察方であったリチャード・フランシス・トレビシックの指導により、1896年（明治29年）に4両を製造したもので、勾配線用の車軸配置2-6-0(1C)、2気筒単式のテンダ機関車である。
製造当初の形式はAK形、番号は180 - 183が予定されたが、陸軍所有のナスミス・ウィルソン製Cタンク機を急遽引き取って、これに180を与えたため、本形式は181 - 184となった。後にE5形（番号不変）と称した。私鉄国有化を受けて1909年（明治42年）に制定された鉄道院の車両形式称号規程では、7900形（7900 - 7903）に改番された。
本形式は、勾配線用として動輪の粘着重量を増すため、テンダ機でありながら側水槽を有しており、基本設計はW形（後の7600形）に類似しているが、ボイラーの火室はベルペヤ式ではなく標準的なストレートトップ型で、弁装置もジョイ式基本型であった。煙室前板はトレビシック流の前板の裾が広がった形状である。動輪の釣合錘は独特な形状で、12本のスポークのうち6本にまたがり、その間5か所を2・2・1に区分して前方から同心円状に幅を狭くしていくものであった。炭水車は2軸固定式である。
鉄道作業局では、12月より東海道線大津・京都間の勾配区間で使用したが、私鉄国有化後は山陽線広島・三田尻間で貨物列車用に使用された。廃車は1922年（大正11年）12月に7901, 7903および1923年（大正12年）1月に7900, 7902で、民間に払い下げられたもの、保存されたものはない。

### 主要諸元
- 全長 : 14,319mm
- 全高 : 3,658mm
- 全幅 : 2,305mm
- 軌間 : 1,067mm
- 車軸配置 : 2-6-0(1C)
- 動輪直径 : 1,245mm
- 弁装置 : ジョイ式基本型
- シリンダー（直径×行程） : 432mm×559mm
- ボイラー圧力 : 10.2kg/m2
- 火格子面積 : 1.39m2
- 全伝熱面積 : 90.2m2
  - 煙管蒸発伝熱面積 : 83.3m2
  - 火室蒸発伝熱面積 : 6.9m2
- ボイラー水容量 : 3.1m3
- 小煙管（直径×長サ×数） : 44.5mm×3,640mm×179本
- 機関車運転整備重量 : 41.54t
- 機関車空車重量 : 35.97t
- 機関車動輪上重量（運転整備時） : 36.54t
- 機関車動輪軸重（第2動輪上） : 12.98t
- 炭水車重量（運転整備） : 18.39t
- 炭水車重量（空車） : 10.05t
- 水タンク容量 : 8.26m3
- 燃料積載量 : 1.52t
- 機関車性能
  - シリンダ引張力（0.85P）: 7,260kg
- ブレーキ装置 : 手ブレーキ、真空ブレーキ